# سسیل ریچاردز
سسیل ریچاردز (انگلیسی: Cecile Richards; ۱۵ ژوئیهٔ ۱۹۵۷ – ۲۰ ژانویهٔ ۲۰۲۵) کنشگر و سیاستمدار اهل ایالات متحده آمریکا بود.